# Club Deportivo Mallén
El Club Deportivo Mallén es un club de fútbol español de la localidad zaragozana de Mallén, en la comarca aragonesa del Campo de Borja. Fue fundado originalmente en 1920, y actualmente compite en la Regional Preferente de Aragón (Grupo II).

## Historia
El Club Deportivo Mallén se fundó en el año 1920, sin embargo sufrió dos desapariciones, con sus posteriores refundaciones como club, guardando la misma denominación de Club Deportivo, en 1955 y 1971. Hasta mediados de los años ochenta compitió en las categorías regionales de Aragón, hasta que hizo su debut en una categoría nacional debutando en la Tercera División de España en la temporada 1986-87, en la que permaneció durante siete temporadas consecutivas. Una vez perdida la categoría, la volvió a recuperar en 2003, y más tarde en 2005 y 2009. Tras su paso por la Preferente, en 2022 descendería a Primera Regional, categoría en la que no competía desde 1984, sin embargo, recuperaría la categoría perdidad en verano de 2023, regresando a la Regional Preferente de Aragón.

## Estadio
El Mallén juega en el estadio José Viela conocido popularmente como "Pirul", directivo del club mallenero durante más de treinta años, anteriormente conocido como Campo de Fútbol de San Sebastián. Es de titularidad municipail y el terreno de juego es de superficie de césped natural, y tiene capacidad para acoger alrededor de mil quinientos espectadores.

## Uniforme
- Uniforme titular: Camiseta roja, pantalón y medias azul oscuro.
- Uniforme alternativo: Camiseta, pantalón y medias blancas.

## Datos del club
- Temporadas en Tercera División / Tercera Federación: 11.
- Mejor puesto en Tercera División / Tercera Federación: 6.º (temporada 1989-90).
- Peor puesto en Tercera División / Tercera Federación: 20.º (temporadas 1992-93 y 2010-11).

## Palmarés

### Campeonatos regionales
- Regional Preferente de Aragón (1): 2002-03 (Grupo 1).
- Primera Regional de Aragón (2): 1960-61 (Grupo 2), 1983-84 (Grupo 1).
- Segunda Regional de Aragón (1): 1975-76 (Grupo 1).
- Subcampeón de la Regional Preferente de Aragón (2): 2004-05 (Grupo 1), 2008-09 (Grupo 1).
- Subcampeón de la Primera Regional de Aragón (1): 1998-99 (Grupo 4), 2022-23 (Grupo 3).